# Сенешаль

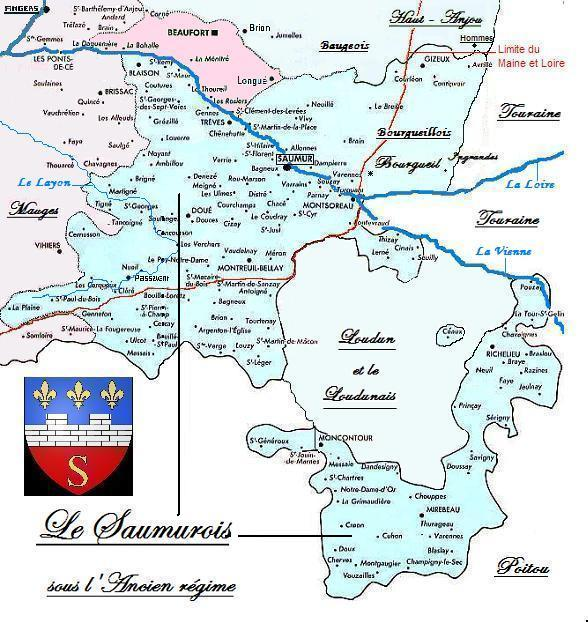
Сенешальство Сомюрское на Луаре, Франция

Сенеша́ль или сенешалк (от лат. Senex и древнегерманск. Scalc — старший слуга) — в Западной Европе одна из высших придворных должностей в X—XII веках.

## Сенешаль Франции
Во Франции со времён Меровингов сенешаль первоначально был стольником, чьи обязанности сводились к наблюдению за подачей блюд во время обедов и пиров — в этом качестве он также известен из хроник под именем dapifer. Со временем, однако, он превратился в одного из высших сановников, заведовавшего внутренним распорядком при дворе. В обязанности сенешалей входила организация пиров и придворных церемоний, а также управление слугами, подобно английскому лорду-распорядителю (англ. High-Steward) при том, что он вершил суд, под его началом находились также королевские армии домена, в то время как король командовал войском всего королевства.
В германском государстве место сенешаля занимал стольник (Truchsess). Герцоги Нормандии, Бургундии, Бретани, Гиени, графы Фландрии, Шампани, Тулузы имели своих сенешалей из числа рыцарей. Когда эти владения перешли к короне, сенешальствами (судебными округами) стали управлять королевские чиновники.
Сенешали королевского двора носили титул великого сенешаля (Grand Sénéchal) или сенешаля Франции (sénéchal de France). В X—XII вв. сенешальская служба оставалась самой главной службой короля, но в 1191 году была упразднена решением Филиппа-Августа, из-за слишком большой концентрации власти в одних руках. После смерти последнего сенешаля Франции — Тибо V де Блуа — должность была ликвидирована, обязанности сенешаля разделили между собой коннетабль, камерарии и верховный распорядитель двора, сменивший сенешаля в том, что касалось управлением двором и слугами.

## Сенешали как административные чиновники
Отменив звание сенешаля как придворную должность, Филипп-Август превратил их в чисто судебных чиновников, исполнявших в Южной Франции обязанности, на Севере возлагавшиеся на бальи — то есть вершить суд и возглавлять администрацию, ведать военными вопросами и управлять финансами определенного региона, входившего в их юрисдикцию и носившего название сенешальства. Суд строился на основе обычного права региона, в юрисдикцию сенешаля входили как гражданские, так и уголовные дела.
После XVI века сенешали сохраняют исключительно военные функции.
Окончательно должность исчезает после Великой Французской революции.

## Сеньориальные сенешали
Должность сенешаля существовала также в богатых сеньориальных домах Франции. Сенешаль сеньора вначале был управляющим имением, часто крепостным, но со временем приобрёл функции церемониймейстера, управляющего и распорядителя пиров; по утверждению английского историка Х. С. Беннета, он должен был знать: 
«величину и нужды каждого поместья; количество акров земли, которые следовало пустить под распашку, и сколько семян потребуется для засева. Он должен был поддерживать контакт со всеми старостами деревень или местными бальи, надзирать за тем, как они распоряжаются господским имуществом и обращаются с крестьянами. Он должен точно знать, сколько хлебов можно выпечь из четверти зерна и сколько скота можно пасти на каждом пастбище. Он постоянно должен блюсти интересы сеньора, дабы ничего из имущества сеньора не было испорчено или украдено. Ему следует постоянно заботиться о доходах сеньора, как денежных, так и иных, и надзирать за тем, чтобы они уплачивались вовремя. Иными словами, он должен был быть всезнающим и всемогущим».